# Де Риддер, Ренье
Ренье де Риддер (нидерл. Reinier de Ridder; род. 7 сентября 1990 год, Тилбург, Нидерланды) — нидерландский боец смешанных боевых искусств. С ноября 2024 года выступает в Ultimate Fighting Championship (UFC) в среднем весе. Ранее он выступал в ONE Championship, где он являлся чемпионом в среднем весе и полутяжёлом весе. Де Риддер был третьим чемпионом в истории, одновременно в двух весах. Также был чемпионом в таких организациях как HIT и 360 в среднем весе.
Занимает 5 строчку официального рейтинга UFC в среднем весе.

## Биография
Ренье начал заниматься дзюдо в возрасте шести лет и получил черный пояс в подростковом возрасте. Примерно в то же время он соревновался в борьбе со своей школьной командой, завоевав титул в своей весовой категории. После окончания школы он начал заниматься бразильским джиу-джитсу, одновременно посещая колледж, и получил черным пояс. Он также работает в клинике физиотерапии в Бреде, совмещая рабочее время с тренировочным.

## Титулы и Достижения
ONE Championship
- - Чемпион в среднем весе (один раз; бывший)
    - Две успешные защиты

  - Чемпион в полутяжёлом весе (один раз; бывший)
  - «Выступление вечера» (дважды) против Кямриана Аббасова и Виталия Бигдаша
  - «Сдача года» 2020 против Аун Ла Нсанг
  - «Сдача вечера» против Фань Ронга на ONE Championship: Hero's Ascent
  - «Бой вечера» (против Леандро Атаидеса на ONE Championship: Warrior's Code )
  - «Сдача года» 2022 против Виталия Бигдаша на ONE 159
  - Третий двукратный чемпион в истории

HIT Fighting Championship 4
- - Чемпион в среднем весе (один раз; бывший)
  - чемпион в среднем весе (один раз; бывший)

## Статистика в MMA
| Боёв 23  | Побед 21 | Поражений 2 |
| -------- | -------- | ----------- |
| Нокаутом | 5        | 2           |
| Сдачей   | 13       | 0           |
| Решением | 3        | 0           |

| Результат | Рекорд | Соперник            | Способ                                   | Турнир                                  | Дата            | Раунд | Время | Место                      | Примечание                                                                                             |
| --------- | ------ | ------------------- | ---------------------------------------- | --------------------------------------- | --------------- | ----- | ----- | -------------------------- | --- |
| Победа    | 21-2   | Роберт Уиттакер     | Раздельное решение                       | UFC on ABC: Уиттакер vs. Де Риддер      | 27 июля 2025    | 5     | 5:00  | Абу-Даби, ОАЭ              | |
| Победа    | 20-2   | Бо Никал            | TKO (колено в корпус)                    | UFC on ESPN: Сэндхэген vs. Фигейреду    | 3 мая 2025      | 2     | 1:53  | Де-Мойн, Айова, США        | «Выступление вечера» (1)                                                                               |
| Победа    | 19–2   | Кевин Холланд       | Сдача (удушение сзади)                   | UFC 311                                 | 18 января 2025  | 1     | 3:31  | Инглвуд, Лос-Анджелес, США | |
| Победа    | 18–2   | Джеральд Миршерт    | Сдача (ручной треугольник)               | UFC Fight Night: Магни vs. Пратес       | 9 ноября 2024   | 3     | 1:44  | Лас-Вегас, Невада, США     | Дебют в UFC; вернулся в средний вес                                                                    |
| Победа    | 17–2   | Магомедмурад Хасаев | TKO (удары)                              | UAE Warriors 51                         | 27 июля 2024    | 1     | 2:24  | Абу-Даби, ОАЭ              | |
| Поражение | 16–2   | Анатолий Малыхин    | TKO (отказ от продолжения боя)           | ONE 166                                 | 1 марта 2024    | 3     | 1:16  | Лусаил, Катар              | Бой за титул чемпиона ONE Championship в тяжёлом весе                                                  |
| Поражение | 16–1   | Анатолий Малыхин    | KO (удары)                               | ONE on Prime Video 5                    | 3 декабря 2022  | 1     | 4:35  | Пасай, Филиппины           | Утратил титул чемпиона ONE Championship в полутяжёлом весе                                             |
| Победа    | 16–0   | Виталий Бигдаш      | Техническая сдача (обратный треугольник) | ONE 159                                 | 22 июля 2022    | 1     | 3:29  | Каланг, Сингапур           | Защитил (2) титул чемпиона ONE Championship в среднем весе: «Выступление вечера» (2); «Сдача года» (2) |
| Победа    | 15–0   | Кямран Аббасов      | Сдача (ручной треугольник)               | ONE: Full Circle                        | 25 февраля 2022 | 3     | 0:57  | Каланг, Сингапур           | Защитил (1) титул чемпиона ONE Championship в среднем весе; «Выступление вечера» (1)                   |
| Победа    | 14–0   | Аунг Ла Нсанг       | Единогласное решение                     | ONE on TNT 4                            | 28 апреля 2021  | 5     | 5:00  | Каланг, Сингапур           | Завоевал титул чемпиона ONE Championship в полутяжёлом весе                                            |
| Победа    | 13–0   | Аунг Ла Нсанг       | Сдача (удушение сзади)                   | ONE: Inside the Matrix                  | 30 октября 2020 | 1     | 3:26  | Каланг, Сингапур           | Завоевал титул чемпиона ONE Championship в среднем весе; «Сдача года» (1)                              |
| Победа    | 12–0   | Леандро Атаидес     | Единогласное решение                     | ONE: Warrior's Code                     | 7 февраля 2020  | 3     | 5:00  | Джакарта, Индонезия        | «Лучший бой вечера» (1)                                                                                |
| Победа    | 11–0   | Жилберто Галвао     | KO (колено)                              | ONE: Legendary Quest                    | 15 июня 2019    | 2     | 0:57  | Шанхай, Китай              | |
| Победа    | 10–0   | Фань Ронг           | Техническая сдача (д'Арс)                | ONE: Hero's Ascent                      | 25 января 2019  | 1     | 1:15  | Пасай, Филиппины           | Вернулся в полутяжёлый вес; «Сдача вечера» (1)                                                         |
| Победа    | 9–0    | Уоррен Эллисон      | Сдача (удушение сзади)                   | EFC 67                                  | 10 марта 2018   | 1     | 2:00  | Йоханнесбург, Южная Африка | |
| Победа    | 8–0    | Шота Гвасалия       | Сдача (удушение сзади)                   | HIT Fighting Championship 4             | 21 октября 2017 | 1     | 3:55  | Хорген, Швейцария          | Завоевал титул чемпиона HIT в среднем весе                                                             |
| Победа    | 7–0    | Джауад Икан         | Сдача (армбар)                           | World Fighting League MMA 1             | 27 мая 2017     | 1     | N/A   | Алмере, Нидерланды         | |
| Победа    | 6–0    | Ламин Тальби        | Сдача (удушение сзади)                   | 360 Promotion: Volition                 | 8 апреля 2017   | 3     | 0:41  | Бельгия                    | Завоевал вакантный титул чемпиона 360 в среднем весе                                                   |
| Победа    | 5–0    | Маркус Прёдль       | TKO (удары)                              | Superior FC 16                          | 11 марта 2017   | 2     | 0:51  | Дармштадт, Германия        | Дебют в среднем весе                                                                                   |
| Победа    | 4–0    | Александр Генрих    | TKO (колени и удары руками)              | Superior FC 15                          | 29 октября 2016 | 1     | 4:52  | Германия                   | |
| Победа    | 3–0    | Михаэлис Эфстратиу  | Сдача (ручной треугольник)               | Superior FC 14                          | 21 мая 2016     | 1     | 1:32  | Дюрен, Германия            | |
| Победа    | 2–0    | Рене Хоппе          | Сдача (армбар)                           | Rostocker & Benefiz: 2 in 1 Fight Night | 10 октября 2015 | 2     | 1:54  | Росток, Германия           | |
| Победа    | 1–0    | Марко Вуэст         | Сдача (треугольник)                      | Gladiator FC 2                          | 1 июня 2013     | 1     | 4:09  | Германия                   | Дебют в полутяжелом весе                                                                               |